# Milęcice (gromada)
Milęcice (do 31 XII 1959 Lubomierz) – dawna gromada, czyli najmniejsza jednostka podziału terytorialnego Polskiej Rzeczypospolitej Ludowej w latach 1954–1972.
Gromady, z gromadzkimi radami narodowymi (GRN) jako organami władzy najniższego stopnia na wsi, funkcjonowały od reformy reorganizującej administrację wiejską przeprowadzonej jesienią 1954 do momentu ich zniesienia z dniem 1 stycznia 1973, tym samym wypierając organizację gminną w latach 1954–1972.
Gromadę Milęcice z siedzibą GRN w Milęcicach utworzono – jako jedną z 8759 gromad na obszarze Polski – w powiecie lwóweckim w woj. wrocławskim, na mocy uchwały nr 21/54 WRN we Wrocławiu z dnia 2 października 1954. W skład jednostki weszły obszary dotychczasowych gromad Milęcice, Oleszna Podgórska i Wojciechów ze zniesionej gminy Milęcice w tymże powiecie. Dla gromady ustalono 13 członków gromadzkiej rady narodowej.
1 stycznia 1960 do gromady Milęcice włączono obszar zniesionej gromady Chmieleń w tymże powiecie, po czym gromadę Milęcice zniesiono, przenosząc siedzibę GRN z Milęcic do Lubomierza i zmieniając nazwę jednostki na gromada Lubomierz.